# Synagoge der Fabrik von Chaimas Frenkelis

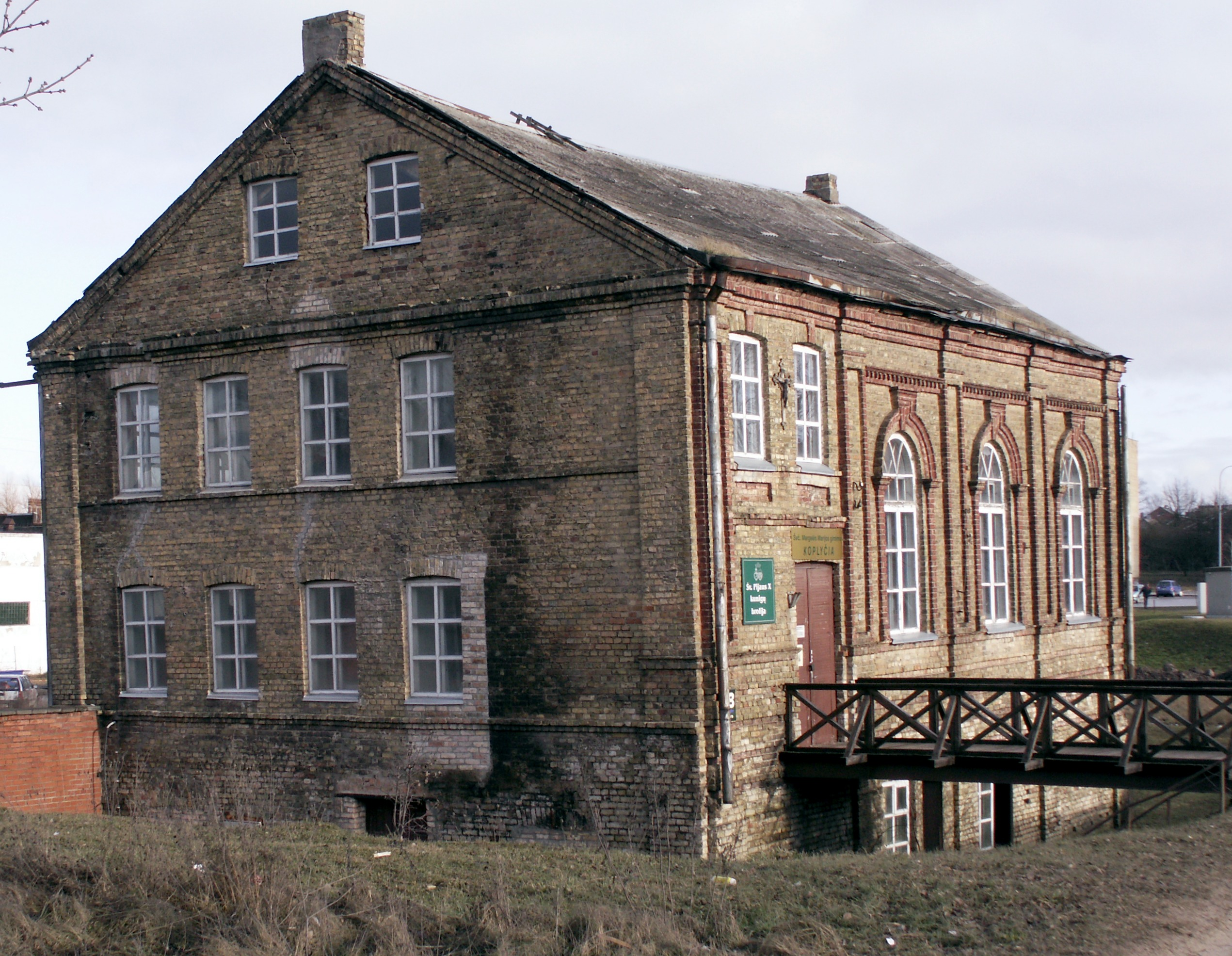
Synagoge der Fabrik von Chaimas Frenkelis (2008)

Die Synagoge der Fabrik von Chaimas Frenkelis in Šiauliai, einer Großstadt in Litauen, wurde 1914 errichtet.
Die Synagoge im Stil des Historismus ersetzte eine Holzsynagoge, die der Fabrikbesitzer Chaimas Frenkelis (1857–1920) sieben Jahre zuvor, im Jahr 1907, für seine Arbeiter hatte errichten lassen. Der Betraum befindet sich im östlichen Teil des Gebäudes und ist an den hohen Rundbogenfenstern erkennbar. 
Ab 1941 wurde das Synagogengebäude zweckentfremdet. 
Heute ist geplant, das Gebäude für das Stadtmuseum zu nutzen.